# Formats MARC
|  | Aquest article tracta sobre dels formats MARC. Vegeu-ne altres significats a «Marc». |

Els formats MARC (l'acrònim de Machine-Readable Cataloging) són un grup d'estàndards digitals per a la descripció de tota mena de documents catalogats en biblioteques que permeten un tractament informàtic d'aquestes descripcions. El MARC va ser desenvolupat per Henriette Avram de la Biblioteca del Congrés dels Estats Units d'Amèrica a principis dels anys seixanta, el seu objectiu era facilitar la creació i l'intercanvi de catalogacions entre biblioteques. Als anys setanta ja eren un estàndard internacional amb versions posteriors adaptades en molts països, com el cas de CATMARC a Catalunya el 1987 o UNIMARC emprat a diversos països europeus. Actualment (2014) MARC 21 és el format predominant, creat el 1999 com a resultat de la fusió dels formats existents USMARC (Library of Congress) i de CANMARC (Library Archives Canada). MARC 21 comprèn cinc formats diferents per a registres d'autoritat, enllaç a control d'autoritats bibliogràfics, de fons, d'informació a la comunitat i de classificació.

## Característiques
Els estàndards MARC defineixen tres aspectes d'un registre MARC: les designacions de camp dins de cada registre, l'estructura del registre, i el contingut pròpiament dit del registre.

### Designacions de camps
Cada camp d'un registre MARC proporciona informació particular sobre el document el registre del qual es descriu, com ara l'autor, el títol, l'editor, la data, la llengua o el tipus de suport. Des que va ser desenvolupat en un moment en què l'espai informàticament parlant era molt preuat, MARC fa servir un simple codi numèric de tres dígits (001-999) per identificar cada un dels camps. El format bibliogràfic defineix, per exemple, el camp 100 com l'autor principal d'una obra, el camp 245 com el títol d'una obra, i el 260 com el peu d'impremta, etc. Els camps se subdivideixen en subcamps amb una designació alfabètica o numèrica. El camp 260, per exemple, està subdividit en els subcamps “a” per al lloc de publicació, “b” per a l'editor, i “c” per la data de publicació. Els formats MARC són estàndards per a la transmissió de metadades i no un estàndard de contingut, definit per estàndards catalogràfics externs com les Regles angloamericanes de catalogació o la Llista d'encapçalaments de matèria en català (LEMAC) que proporciona una llista dels termes de matèries autoritzats per descriure el contingut principal del document.

### Estructura del registre
Els registres MARC s'emmagatzemen i es transmeten com a fitxers binaris, normalment una successió de registres en un mateix fitxer. Els formats MARC segueixen la normativa ISO 2709 que defineix l'estructura dels registres. Inclou un marcador per indicar el començament i l'acabament de cada un dels registres, un conjunt de caràcters al començament de cada registre que proporciona un directori per localitzar els camps i subcamps dins del registre. El 2002 la Library of Congress desenvolupà l'esquema MARCXML per poder representar les dades MARC en un entorn XML via un servei web seguint els estàndards SRU o OAI-PMH.

### Contingut
El MARC transmet informació sobre el document bibliogràfic, i no sobre el contingut del document: això vol dir que és un estàndard de transmissió de metadades, i no un estàndard de continguts. El contingut pròpiament dit, és emplaçat pel catalogador en cada un dels camps regulats i definits per estàndards externs de MARC 21, excepte pel que fa als camps fixos definits pels estàndards MARC mateixos. Les Regles angloamericanes de catalogació defineixen, per exemple, com cal transcriure les característiques físiques d'un llibre. La Llista d'encapçalaments de matèria en català (LEMAC) de la Biblioteca de Catalunya (adaptació catalana de Library of Congress Subject Headings) proporciona una llista autoritzada dels termes de matèries per descriure el contingut principal d'un document. Hi ha altres regles catalogràfiques, llistes de matèries o tesaurus i classificacions usades arreu del món.

## Formats
MARC 21 comprèn cinc formats diferents per a registres d'autoritat, bibliogràfics, de fons, d'informació a la comunitat i de classificació. A Catalunya els formats aplicats són:
| Nom                     | Descripció |
| ----------------------- | --- |
| Registres d'autoritats  | Proporciona informació sobre noms individuals, matèries, i títols uniformes. Un registre d'autoritat estableix la forma autoritzada de cada encapçalament, amb les referències apropiades d'un encapçalament a un altre. |
| Registres bibliogràfics | Descriu les característiques intel·lectuals i físiques dels recursos bibliogràfics (llibres, enregistraments sonors, enregistraments de vídeo, etc.)                                                                     |
| Registres de fons       | Proporciona informació sobre cada còpia o exemplar específics d'un recurs d'una biblioteca (signatura topogràfica, volums i exemplars conservats a la biblioteca, etc.).                                                 |

## MARC 21
MARC 21 va ser dissenyat per redefinir el format original de cara al segle XXI i per fer-lo més accessible a la comunitat internacional. MARC 21 comprèn cinc formats diferents per a registres d'autoritat, bibliogràfics, de fons, d'informació a la comunitat i de classificació. Actualment MARC 21 s'ha implementat àmpliament arreu del món, els Estats Units d'Amèrica i el Canadà, les grans biblioteques europees (Gran Bretanya, Alemanya, o Catalunya). MARC 21 permet l'ús de dos jocs de caràcters, tant MARC-8 com Unicode codificat com UTF-8. MARC-8 es basa en l'ISO 2022 i permet l'ús del grec, l'àrab, el ciríl·lic, l'hebreu, i les escriptures asiàtiques. MARC 21 amb el format UTF-8 permet totes les llengües que suporta Unicode.

## A Catalunya
L'any 1987 l'Institut Català de Bibliografia va enllestir la primera edició del CATMARC, una adaptació d'UKMARC, que va facilitar molt l'automatització dels catàlegs de les biblioteques catalanes. La segona edició de l'any 1992 va ser emprada fins a l'any 2008 en què es va adoptar MARC 21 per part de tota la comunitat bibliotecària catalana, que ja comptava amb les traduccions fetes al català a principis dels anys 2000 per la Biblioteca de Catalunya dels tres formats d'autoritats, bibliogràfics i de fons.

## MARCXML
MARCXML és un esquema XML basat en els formats MARC21. MARCXML va ser desenvolupat per la Biblioteca del Congrés dels Estats Units d'Amèrica i adoptat la mateixa Biblioteca del Congrés dels Estats Units d'Amèrica i altres institucions per facilitar que es pugui compartir i accedir en xarxa la informació bibliogràfica. En ser fàcil d'analitzar per molts sistemes, permet ser usat com un format d'agregació, com per exemple en diversos paquets de programaris, tot i que s'integren en una especificació DTD més àmplia. Els objectius principals de MARCXML són:
- Simplicitat d'esquema
- Flexibilitat i extensibilitat
- Conversió des de MARC sense pèrdues i de manera inversa
- Presentació de les dades per mitjà de fulls de càlcul
- Actualitzacions de registres MARC i conversions de dades per mitjà de transformacions de XML

## Futur
El Futur dels formats MARC ha estat tema de debat en la comunitat bibliotecària. Per una banda, la forma d'emmagatzematge és prou complexa i es basa en tecnologia antiquada, per una altra, no hi ha un format bibliogràfic alternatiu amb un grau de granularitat equivalent. Els bilions de registres MARC de desenes de milers de biblioteques han creat una gran inèrcia. La Library of Congress ha endegat el Bibliographic Framework Initiative (BIBFRAME) que té com un dels seus objectius assolir la substitució del format MARC que proporciona una major granularitat i una reutilització de les dades expressades en els diferents catàlegs.